# Sueviota
Sueviota là một chi của Họ Cá bống trắng.

## Các loài
Chi này hiện hành có các loài sau đây được ghi nhận:
- Sueviota aprica R. Winterbottom & Hoese, 1988 (Sunny dwarfgoby)
- Sueviota atrinasa R. Winterbottom & Hoese, 1988 (Blacknose dwarfgoby)
- Sueviota lachneri R. Winterbottom & Hoese, 1988 (Lachner's dwarfgoby)
- Sueviota larsonae R. Winterbottom & Hoese, 1988